# 1605 Milankovitch
1605 Milankovitch (1936 GA) là một tiểu hành tinh vành đai chính được phát hiện ngày 13 tháng 4 năm 1936 bởi P. Djurkovic ở Uccle.